# Frank Butler (Drehbuchautor)
Frank Butler (* 28. Dezember 1890 in Oxford, Oxfordshire, England; † 10. Juni 1967 in Oceanside, Long Island, New York) war ein britisch-US-amerikanischer Schauspieler und Drehbuchautor, der bei der Oscarverleihung 1945 mit Frank Cavett den Oscar für das beste adaptierte Drehbuch für Der Weg zum Glück (1944) für Leo McCarey erhielt.

## Biografie
Der aus England stammende Frank Butler war zunächst Theaterschauspieler, ehe er 1920 sein Debüt als Kinoschauspieler in dem Stummfilm Behold My Wife von George Melford gab. Bis 1927 wirkte er in fast fünfzig weiteren Stummfilmen mit, teilweise unter dem Künstlernamen „F.R. Butler“, wobei er allerdings kaum über Nebenrollen hinauskam.
Nach einem zwischenzeitlich verfassten Szenario (Naughty Mary Brown, 1921) begann er Mitte der 1920er Jahre hauptberuflich als Drehbuchautor für die Filmwirtschaft Hollywoods zu arbeiten und war unter anderem auch Schreiber der Zwischentitel bei Stummfilmen. Während seiner über dreißigjährigen Tätigkeit als Autor wirkte er bei der Erstellung von mehr als 60 Filmen mit. Er schrieb unter anderem Drehbücher für die Komödien von Laurel und Hardy sowie die Road to ...-Filme mit Bob Hope und Bing Crosby in den Hauptrollen. Er schrieb jedoch auch außerhalb des Komödiengenres, beispielsweise für die Joan-Crawford-Filme Untamed (1929) von Jack Conway, Montana Moon (1930) von Malcolm St. Clair; sowie für den Western Aus dem Leben einer Ärztin (1955) von Mervyn LeRoy. Seine letzte Arbeit erfolgte 1959, als er mit seiner Schwiegertochter Jean Rouverol das Drehbuch zu Die Madonna mit den zwei Gesichtern verfasste.
Bei der Oscarverleihung 1943 war er gleich zwei Mal für den Oscar in der Kategorie bestes Originaldrehbuch nominiert und zwar einerseits mit Don Hartman für Der Weg nach Marokko (1942) des nicht mit ihm verwandten Regisseurs David Butler sowie andererseits mit W. R. Burnett für Wake Island (1942) von John Farrow. 1945 erhielt er gemeinsam mit Frank Cavett den Oscar für das beste adaptierte Drehbuch für den von Leo McCarey inszenierten Film Der Weg zum Glück (1944). Darüber hinaus wurde er zusammen mit Karl Kamb 1950 für den Preis der Writers Guild of America (WGA Award) für den bestgeschriebenen Western für Der Todesverächter (1948) von Leslie Fenton.
Frank Butlers Sohn Hugo Butler war ebenfalls ein bekannter Drehbuchautor.

## Filmografie (Auswahl)

### Als Schauspieler (Auswahl)
- 1920: Behold My Wife
- 1921: Der Scheich (The Sheik)
- 1922: Du sollst nicht begehren deines Nächsten Weib (Beyond the Rocks)
- 1923: Call of the Wild
- 1924: The King of Wild Horses
- 1926: Made for Love
- 1927: Die kleinen Strolche – Seeing the World (Kurzfilm)
- 1947: Mädchen für Hollywood (Variety Girl)

### Als Drehbuchautor (Auswahl)
- 1921: Naughty Mary Brown
- 1927: Laurel und Hardy – Sailors, Beware! (Kurzfilm)
- 1929: Untamed
- 1930: Montana Moon
- 1930: Remote Control
- 1931: This Modern Age
- 1934: Search for Beauty
- 1934: Laurel und Hardy – Rache ist süß (Babes in Toyland)
- 1934: Meine Damen, zugehört! (Ladies Should Listen)
- 1935: Laurel und Hardy – Wir sind vom schottischen Infanterie-Regiment (Bonnie Scotland)
- 1935: Fräulein Wirbelwind (Vagabond Lady)
- 1935: Die kleinen Strolche – Beginner’s Luck (Kurzfilm)
- 1936: Laurel und Hardy – Das Mädel aus dem Böhmerwald (The Bohemian Girl)
- 1936: Ausgerechnet Weltmeister (The Milky Way)
- 1936: Eine Prinzessin für Amerika (The Princess Comes Across)
- 1940: Der Weg nach Singapur (Road to Singapore)
- 1941: Der Weg nach Sansibar (Road to Zanzibar)
- 1942: Wake Island
- 1942: Mabok, der Schrecken des Dschungels (Beyond the Blue Horizon)
- 1942: My Favorite Blonde
- 1942: Der Weg nach Marokko (Road to Morocco)
- 1944: Der Weg zum Glück (Going My Way)
- 1945: A Medal for Benny
- 1945: Incendiary Blonde
- 1946: Der Held des Tages (The Kid from Brooklyn)
- 1947: Pauline, laß das Küssen sein (The Perils of Pauline)
- 1947: Goldene Ohrringe (Golden Earrings)
- 1947: California
- 1948: Der Todesverächter (Whispering Smith)
- 1950: Herz in der Hose (Fancy Pants)
- 1952: Der Weg nach Bali (Road to Bali)
- 1955: Aus dem Leben einer Ärztin (Strange Lady in Town)
- 1959: Die Madonna mit den zwei Gesichtern (The Miracle)